# Contenus alternatifs
Un contenu alternatif est un programme diffusé au cinéma mais qui n’est pas un film. Il peut s’agir d’un ballet, d’un opéra, d’un concert, d’un match sportif, de gaming, d’une émission de télévision… Le contenu alternatif peut aussi bien être retransmis en direct qu’en différé. L’arrivée du numérique a beaucoup contribué au développement des contenus alternatifs.

## Historique
- 2001. Début des applications des télécommunications au cinéma avec le démonstration par Bernard Pauchon, Alain Lorentz, Raymond Melwig et Philippe Binant de la première transmission de cinéma numérique par satellite en Europe[1].
- 2003. L'un des premiers contenus alternatifs diffusés au cinéma est le concert Reality de David Bowie, spécialement filmé et transmis en direct par satellite dans de nombreux cinémas du monde entier. En plus du concert, David Bowie répondait en direct aux questions de ses fans[2]. Peter Gelb, directeur du Metropolitan Opera, a tout de suite vu le potentiel énorme que cette technologie pouvait représenter pour l’opéra[3].

Selon Screen Digest, ces contenus représentaient 0,5 % des recettes des salles américaines qui constituaient, de par leur avancée en matière d’équipement numérique, les deux tiers de ce marché en 2009. Cette proportion devrait cependant diminuer les prochaines années : le marché américain représenterait 48 % de ce nouveau marché en 2014. 

### Opéra et ballet
Depuis ses débuts, le cinéma est lié à l’opéra. Comme l’explique Gérard Mortier , ancien directeur de l’opéra national de Paris, le cinéma a repris les codes de l’opéra en les rendant plus accessibles, et peut être aussi plus compréhensibles pour le grand public. La construction du glamour américain des années 1910 à 1930 s’inspire des figures mythiques de l’opéra : la femme fatale qu’est Carmen devient la Vamp des années 1920, une vingtaine de films s’inspirent du docteur Faust (homonymie), dont la première adaptation date de 1907 et la dernière, d’Alexandre Sokourov, de 2011. Les thèmes propres à l’opéra comme l’idée d’un destin immuable, la vengeance, la passion ou la tragédie se retrouvent à l’écran. De plus pour résoudre le problème de l’absence de son, les salles de cinéma avaient recours à des musiciens, des bruiteurs ou simplement des narrateurs. L’avènement du cinéma parlant transforme le lien entre les arts. Les films deviennent un mode de diffusion de la musique dite « classique ». Les thèmes se transforment aussi, soumis à une exigence de vraisemblance plus importante qu’à l’opéra. Pourtant, au début des années 2000, on observe un regain d’intérêt pour l’opéra à travers leur diffusion en direct dans des cinémas à travers le monde.
En 2006, Le Metropolitan Opera : en direct et en HD a été le premier à diffuser une série de spectacles en live et en haute définition. En quelques mois, les évènements en live proposés ont explosé des records d’audience. Depuis d’autres Opéras et Théâtres de grande envergure tels que le Royal Opera House, l’Opéra Garnier ou encore le Théâtre Bolchoï retransmettent leurs spectacles sur grand écran et en haute définition.

### Comédies musicales
Parmi les contenus alternatifs, on distingue également les comédies musicales. En France, c’est Mozart, l’opéra rock qui ouvre le bal en 2011, suivi de Dracula, l'amour plus fort que la mort et Adam et Ève : La Seconde Chance en 2012.

### Sport
Les grands évènements sportifs investissent également le grand écran. Les finales de rugby, les matchs de NBA, ou encore Wimbledon sont diffusés au cinéma dans plusieurs pays. Les jeux olympiques de Vancouver en 2010 avaient d’ailleurs été retransmis dans plus de 60 cinémas au Canada. 
La NBA a été pionnière dans le créneau du sport en 3D live. Le tout premier événement  diffusé par la NBA date de 2007, lors du NBA All-Star Game 2007 à Las Vegas. Fort de son succès, la NBA a programmé de nombreux événements qui ont continué à faire progresser la diffusion des sports en 3D au cinéma.
Pourtant, malgré le succès des manifestations sportives dans les salles de cinéma américaines, le Centre national du cinéma et de l'image animée (CNC) semble opposer une certaine résistance à leur diffusion en France. La polémique autour du sport vient essentiellement de la peur que les films indépendants qui ont déjà du mal à trouver des salles pour leur exploitation, soient remplacés par ces contenus alternatifs. Le problème est le même pour la diffusion d’émissions de télévision très populaires au cinéma. 

### Concerts et évènements musicaux
Les concerts, retransmis le plus souvent en direct, sont devenus une base privilégiée pour les contenus alternatifs. On peut citer notamment le concert des Red Hot Chili Peppers en live depuis Cologne diffusé en août 2011 dans plusieurs villes de France et d’Europe à l’occasion de la sortie de leur dernier album ou de Metallica en juin 2010.
Mais des évènements musicaux encore plus originaux sont parfois créés. En 2012, plusieurs cinémas ont diffusé King of Pop, contenu composé des clips en version longue de Michael Jackson, ainsi que d’interviews de personnalités et d’un court-métrage lui rendant hommage.

### Évènements exceptionnels
En de grandes occasions, le cinéma est le média idéal pour assister à un évènement unique, tel que l’investiture d’un nouveau Président, le centenaire de la naissance d’une personnalité...

## Enjeux
Le marché des contenus alternatifs est aujourd’hui en devenir. En effet, les perspectives sont illimitées : de l’opération à cœur ouvert au match de football, la technologie peut retransmettre en 3D et en direct des manifestations diverses et variées. Comme l’explique Aerofilm, une des premières sociétés à avoir distribué des contenus alternatifs, les contenus existants sont encore peu variés mais les possibilités sont illimitées.
On considère, par exemple, la possibilité de proposer des jeux en 3D dans les cinémas. Les joueurs pourraient donc s’affronter sur grand écran. Selon le Syndicat National du Jeu Vidéo, 63 % des Français de 10 ans et plus ont déjà joué aux jeux vidéo. Il faut rappeler qu’aujourd’hui l’industrie du jeu pèse entre 39 et 55 milliards de dollars et qu’elle est un pôle d’innovation important.
Les nouvelles technologies comme la 3D ajoutent une plus-value aux contenus alternatifs. Le succès mondial d’Avatar, la diffusion de publicités ou de manifestations sportives en 3D montrent bien le succès de la technique. Particulièrement apprécié pour les évènements sportifs comme le Super Bowl ou le rugby, le 3D devient une plus-value non négligeable tant pour les cinémas que pour les consommateurs. La diffusion du match de rugby France-Angleterre avait été un succès. Aux USA, c’est la finale de NBA qui remporte tous les suffrages. Les évènements sportifs en 3D semblent donc être une des tendances fortes des contenus alternatifs. Selon Judith Michel, Content Services Sales Manager chez XDC, « On tend aujourd’hui à plus d'interactivité et plus d’animation. Nous assistons aujourd’hui à des débats où le spectateur intervient en direct en envoyant des SMS. Il serait donc possible de diffuser un documentaire et d’organiser un débat en direct ensuite dans plusieurs salles de cinéma de pays différents avec une interaction entre des intervenants dispersés dans le monde ». Elle met aussi en avant le fait que les évènements ne peuvent être rentables que s’ils sont d’envergure internationale. Elle émet aussi l’idée qu’il faudrait éventuellement repenser les salles en fonction des contenus proposés. 
Les contenus alternatifs engendrent des revenus supplémentaires pour les salles de cinéma du fait de la majoration du prix des places. Ils suscitent aussi l’intérêt de nouveaux publics. La diffusion du Metropolitan a attiré, par exemple environ 75 % de nouveaux spectateurs selon Aerofilms. L’intérêt pour le public est souvent financier, l’accès aux contenus culturels proposés étant bien moins cher que dans les stades ou les opéras par exemple. La qualité de retransmission est très bonne, tant au niveau du son que de l’image. Natalie Dessay, soprano française mondialement reconnue, déclare d’ailleurs dans une interview au figaro que l’initiative est géniale puisqu’elle a l’avantage de la proximité et du prix.
Pourtant, les distributeurs sont réticents face à l’émergence de ces contenus arguant une réduction du nombre de séances pour leurs films. Si on constate que, du fait de la ponctualité des évènements, la part des contenus alternatifs par rapport à la part des films est faible part, le débat reste ouvert, notamment concernant les manifestations sportives. Ce débat, en France, a en partie été réglé en janvier 2011 par un décret sur la diffusion des spectacles vivants.

## Technique
La plupart des captations d’évènements en direct sont réalisées selon le même processus. D’abord, dans la salle ou sur le terrain, une dizaine de caméras HD reliées à un camion-régie filment en continu et transmet le signal son et vidéo à un satellite. Celui-ci renvoie le signal vers une station terrienne de télécommunication par satellite qui est programmée au préalable pour renvoyer le signal aux satellites réservés aux quatre coins du monde chargés d’arroser les salles. Le signal peut également être envoyé par satellite dans certains pays/continents.
Pour donner un exemple concret, on estime à 18 secondes le temps pour que le signal partant de Moscou parvienne aux salles de cinéma américaines.
Lorsqu’il s’agit d’une rediffusion, les cinémas utilisent un DCP (Digital Cinema Package). C’est un disque dur au format de projection des salles de cinéma. La plupart des spectacles en direct sont enregistrés avant qu'un prestataire transcode l’enregistrement à la norme DCP.

## Cinémas et sociétés concernées
De nouvelles sociétés se sont lancées sur ce marché. Il peut s’agir de start-ups aussi bien que de distributeurs classiques intéressés par les contenus alternatifs. Parmi eux on peut citer Arts Alliance Media au Royaume-Uni, Côté Diffusion ou CielEcran, devenu Pathé Live en 2008, en France. Certains exploitants ont lancé leur offre, comme UGC avec ‘’Viva l’Opéra’’. Autre exemple notable : celui du distributeur indépendant Aerofilms basé en République Tchèque mais qui distribue également le programme METinHD en Pologne, Slovaquie, Bulgarie, Serbie, Roumanie, Croatie, Hongrie et Slovenie. Fin 2011, face à l’essor des contenus alternatifs, la société Akuentic a été créée pour référencer les évènements de ce type dans son agenda culturel.